# 佐藤康智
佐藤 康智（さとう やすとも、1978年 - ）は、日本の文芸評論家。

## 経歴
岩手県生。名古屋大学卒業。2003年、「『奇跡』の一角」で第46回群像新人文学賞評論部門受賞。2004年、『文學界』新人小説月評を担当。

## 評論リスト
- 「『奇蹟』の一角（おか）」 - 『群像』2003年6月号
- 「六道の辻褄」 - 『群像』2004年3月号
- 「背番号76」 - 『早稲田文学』第29巻5号（2004年9月）
- 「『水晶内制度』伝――笙野頼子論」 - 『群像』2005年10月号
- 「考える人・坪内祐三――坪内祐三『考える人』」 - 『群像』2006年11月号
- 「『母の発達』小論――娘は母の幻を支配するか」 - 『ユリイカ』2008年12月号
- 「離れて祈る故郷」 - 『望星』第42巻第5号（2011年5月）
- 「読むことと、書くこと――高橋源一郎『銀河鉄道の彼方に』」 - 『群像』2013年9月
- 「すばるクリティーク 宮沢賢治と大逆事件」 - 『すばる』2014年3月号
- 「ある「故郷喪失」」 - 『牛王 熊野大学文集』第10号（2016年）
- 「忙中本あり閑中本あり 被災地と観光地の間に横たわるもの」 - 『望星』第47巻第9号（2016年9月）
- 「高原英理『不機嫌な姫とブルックナー団』」 - 『草獅子』VOL.1（双子のライオン堂、2016年11月）
- 「水槽としてのコンビニ――『コンビニ人間』論」 - 『群像』2016年12月号
- 「忙中本あり閑中本あり バックパッカーには文庫本がよく似合う」 - 『望星』第48巻第1号（2017年1月）
- 「中央線文学散歩は疲れる そこにはかならず作家の痕跡があった」 - 『望星』第48巻第5号（2017年5月）
- 「缶詰文学 試食案内」 - 『望星』第48巻第10号（2017年10月）
- 「忙中本あり閑中本あり 私なりに歩いてみるか…」 - 『望星』第49巻第2号（2018年2月）
- 「植物と文学」 - 『望星』第49巻第6号（2018年6月）